# Cratere Lubiniezky

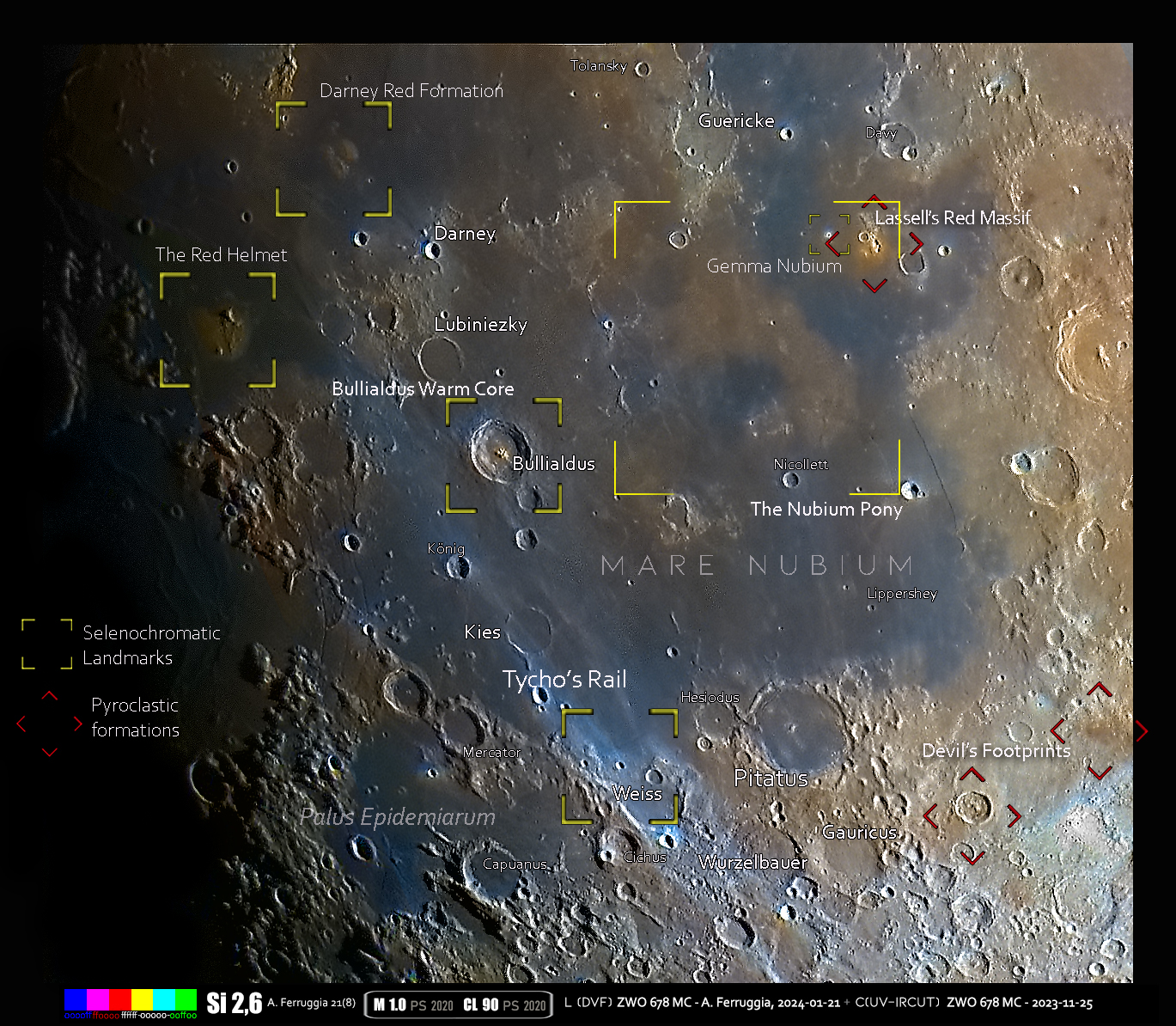
Area del cratere in formato selenocromatico

Lubiniezky è un cratere lunare di 42,97 km situato nella parte sud-occidentale della faccia visibile della Luna.